# 전자 스핀 공명
전자 스핀 공명이란 스핀으로 인한 에너지 준위 차이에서 전자가 광자를 흡수해 전이되는 현상을 가리킨다.

## 스핀 에너지

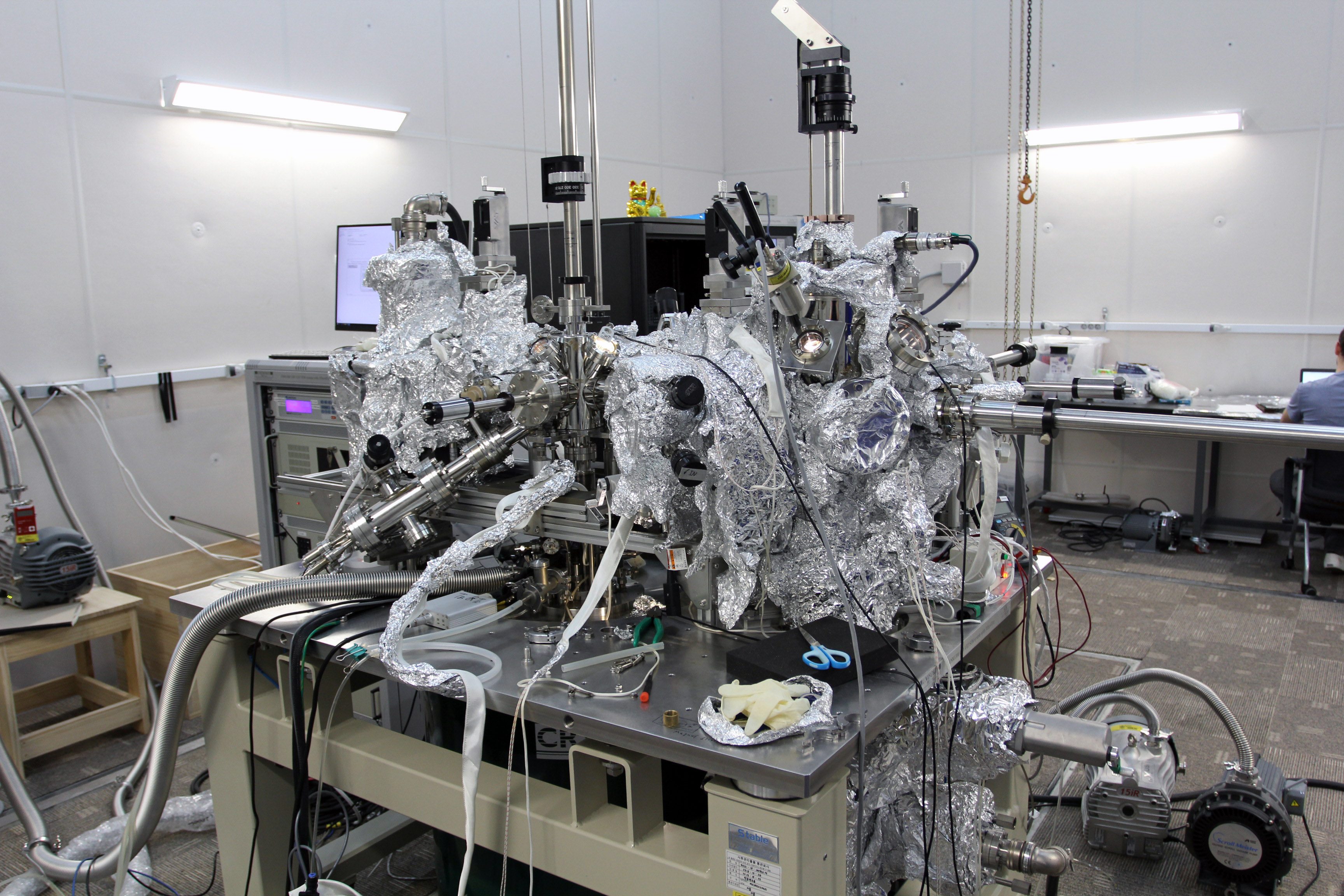
양자나노과학 연구단의 저온 전자 스핀 공명 주사터널링현미경(ESR-STM)은 한국에서는 최초, 국제적으로는 두번째로 성공한 단일 원자의 전자스핀공명 측정 기술이다.

다른 물리적 영향을 받지 않는 고립된 원자 안에서는 전자는 오로지 주양자수(n)에 의해 에너지가 결정된다. 그러나 다른 물리적 영향을 받으면서 다른 양자수들도 에너지를 결정한다. 스핀 에너지란, 주양자수 이외에 에너지에 영향을 미치는 현상 중에 스핀과 외부자기장 간의 에너지 생성을 가리키는 용어다. 스핀은 자기쌍극자 모멘트를 형성하고, 이 자기쌍극자 모멘트는 자기장과 상호작용을 일으켜 위치에너지를 만들게 된다. 그 결과 같은 주양자수, 같은 방위양자수, 같은 자기 양자수를 가진 전자들이 서로 다른 에너지를 가지게 된다.

## 전자 스핀 공명
이 에너지 차이는 광자의 방출 또는 흡수를 통해 전이될 수 있다. 높은 에너지 준위를 가진 전자의 경우, 광자를 방출하면서 낮은 에너지 준위로 가게 되며, 낮은 에너지 준위를 가진 전자는 광자를 흡수하면서 높은 에너지 준위로 갈 수 있다. 이 현상을 가리켜 전자스핀공명이라고 한다.

## 같이 보기
- ESR 연대측정법 (전자자기공명법)